# Sally Carbon
Sally Carbon   (14 d'abril de 1967), de casada Sally Bell és una jugadora d'hoquei sobre herba australiana, ja retirada, que va competir durant les dècades de 1980 i 1990.
El 1988 va prendre part en els Jocs Olímpics de Seül, on guanyà la medalla d'or en la competició d'hoquei sobre herba. Quatre anys més tard, als jocs de Barcelona, fou cinquena en la mateixa competició. En el seu palmarès també destaca una medalla d'or i una de plata a la Copa del món d'hoquei sobre herba i dues d'or i una de plata al Champions Trophy.
El 1989 va rebre la medalla de l'Orde d'Austràlia i el 2000 la Medalla australiana de l'esport en reconeixement pels seus serveis a l'hoquei.
Un cop retirada de l'esport s'ha dedicat a escriure llibres i durant uns 10 anys va tenir una columna pròpia al diari Sunday Times.